# Peștișani
Peștișani é uma comuna romena localizada no distrito de Gorj, na região de Oltênia. A comuna possui uma área de 216.87 km² e sua população era de 3841 habitantes segundo o censo de 2007.